# 橫濱海岸教會

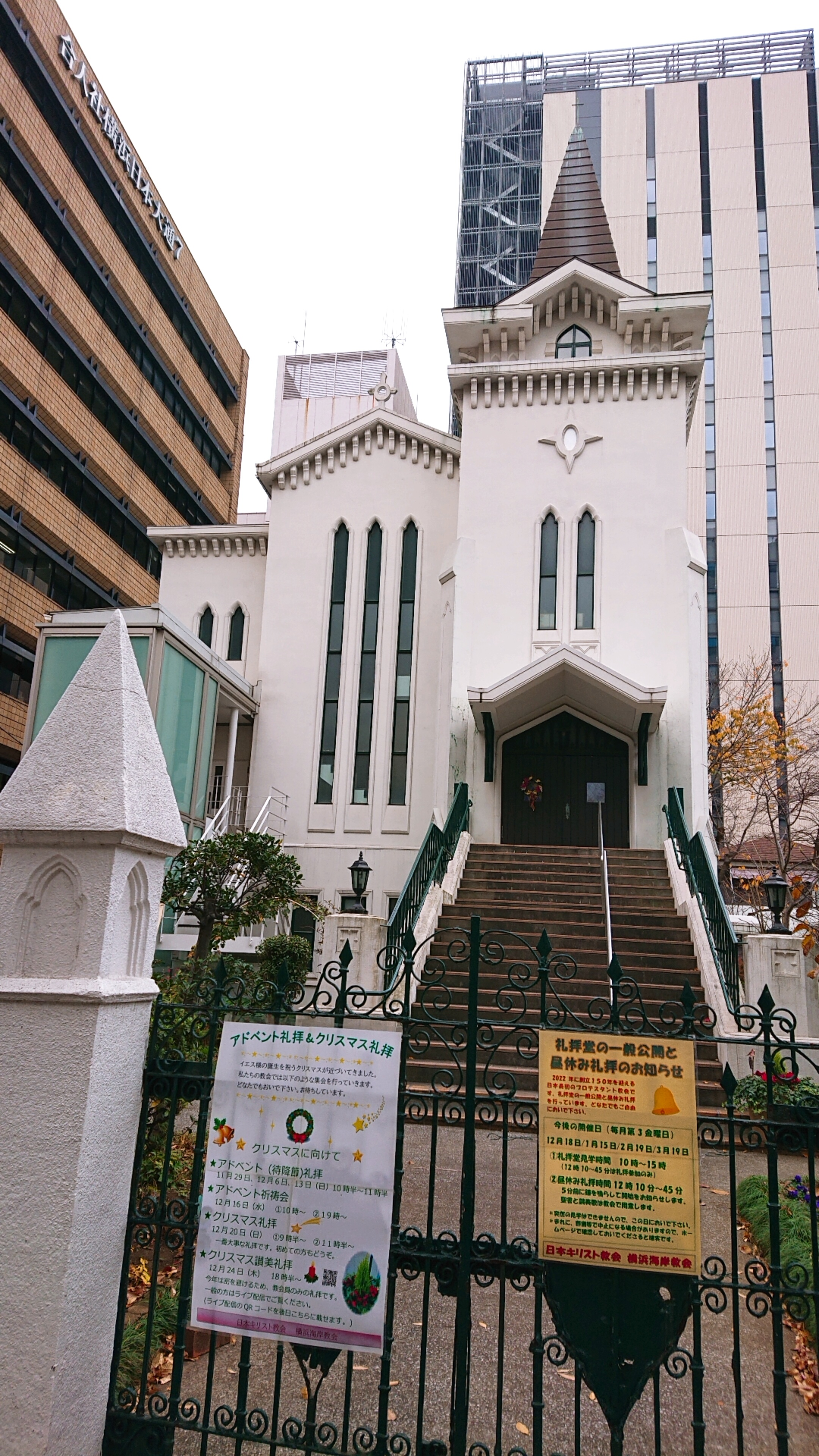

橫濱海岸教會（日语：横浜海岸教会、よこはまかいがんきょうかい）是日本橫濱市的一座教堂，設立於1872年3月10日，最初名為日本基督公會橫濱公會，是日本第一個新教教會。在教會成立時，橫濱公會有信徒11人。教會的教堂修建於1875年，在1923年的關東大地震中被毀。現在的教堂重建於1933年，在二戰中倖存。1950年開始，橫濱海岸教會隸屬於日本基督教會。2015年，橫濱海岸教會時隔82年進行大修，因藉此機會每月對外開放參觀一次。

## 外部連結
- 日本キリスト教会横浜海岸教会公式サイト （页面存档备份，存于）
- 公会主義 : その理念と運命一 （页面存档备份，存于）小川圭治
- 公会主義 : その理念と運命二 （页面存档备份，存于） 小川圭治
- 《公会主義》の実態を探る （页面存档备份，存于）川村輝典